# Innocent Sinners (film 1917)
Innocent Sinners è un cortometraggio muto del 1917 diretto da Herman C. Raymaker

## Produzione
Il film fu prodotto dalla Triangle Film Corporation. Hampton Del Ruth vi lavorò come assistente alla produzione.

## Distribuzione
Distribuito dalla Triangle Distributing, il film - un cortometraggio in una bobina - uscì nelle sale statunitensi il 1º aprile 1917.